# Пришестя надлюдей
«Пришестя надлюдей» (фр. L'Apparition des surhommes) — науково-фантастичний роман французького письменника і художника Рене Боннефоя (писав під псевдонімом В. Р. Брюсс), де оповідається про боротьбу людства з вторгненням інопланетян з надзвичайними технологіями. Написано у 1953 році, частково перероблено та видано у 1970 році. Складається з трьох частин.

## Зміст
Події розгортаються 1987 року в Швейцарії. 9 травня в кантоні Невштатель з'являється напівневидима стіна. Поступово перетворюється на купол, що охоплює майже весь кантон, ізолюючи людей від навколишнього світу. Навіть звук не перетинає його. Після аналізу вчені та військові з'ясовують, що цей конусоподібний купол глибоко уходить у землю та підіймаються високо угору. Через кілька днів ця конструкція змінює зовнішній вигляд, щоб стати рожевого кольору. Серед населення ширяться свідчення, що начебто бачили двох янголів, що кружляли в небі над Нефштателем. Тим часом конус з року в рік росте, «захоплюючи» більше простору. Після декількох спроб зруйнувати цей купол, влада Франції вирішує застосувати атомну зброю, але марно.
1990 в небі над Парижем з'являються космічні кораблі паралелепіпедної форми. Людей охоплює паніка. Голос оголошує, що бажає зв'язатися з владою, і вимагає, щоб вони передавали найпрестижніші твори мистецтва протягом 24 годин. Такі самі події відбуваються по всьому світу. В результаті влада країн на Землі вимушена погодитися, оскільки атаки всюди мали той самий невдалий результат. Після цього вимоги загарбників стають постійними — їжа, люди, ресурси.
У другій частині оповідається про Жоржа Бардіна, якого колись захопили прибульці й обернули на раба. Він займається малюванням на вимогу хазяїв. Бардін з'ясовує, що прибульці називають себе Агутами. Вони мають 3 ока й надзвичайно красиві зовні. Разом з іншими полоненими Жорж змирився зі своєю долею й не планує втечу або повстання. Поступово з'ясовуються природа, сутність та наміри цих «надлюдей». Зрештою стає зрозумілим, що це лише люди з високим рівнем інтелектуального розвитку, а не фізичного. Навіть якщо вони здаються таким, їх інтелект та знання не роблять їх мудрими. Смерть мільйонів людей не турбує їх, вони навіть не дбають про це. Почуття, здається, у них відсутні. Бардін закохується в жінку з агутів, яка керує роботами, але та розглядає Жоржа на кшталт домашньої тварини.
У третій частині події швидко розгортаються. Невдале кохання сприяє відновленню в Жоржа Бардіна людської свідомості та прагнення до волі. Він гуртує людей-полонених та починає повстання проти Агутів, які лише інтелектуально здатні бути вищі за землян, але у битві програють.